# Franciszek Młynarczyk (wojskowy)
Franciszek Młynarczyk (ur. 20 maja 1894 w Starej Wsi, zm. między 9 a 11 kwietnia 1940 w Katyniu) – major piechoty Wojska Polskiego, ofiara zbrodni katyńskiej.

## Życiorys
Był synem Jana i Antoniny z Mamaków. W czasie I wojny światowej walczył w szeregach c. k. Obrony Krajowej. Na stopień podporucznika rezerwy został mianowany ze starszeństwem z 1 sierpnia 1916 roku. W 1918 jego oddziałem macierzystym był pułk strzelców Nr 32.
Służył w stopniu sierżanta w 44 pułku strzelców Legii Amerykańskiej. 29 listopada 1920 został zatwierdzony w stopniu porucznika z dniem 1 kwietnia 1920 z „grupy byłej armii austro-węgierskiej”. W styczniu 1921 został przeniesiony z 2 pułku strzelców podhalańskich do batalionu wartowniczego 2/IX. W czerwcu 1921 w stopniu porucznika był dowódcą 4 kompanii Chodzież 15 batalionu celnego w Chodzieży. W listopadzie 1921 pełnił służbę w VII batalionie wartowniczym. W 1923 i 1924 w stopniu kapitana służył w 4 pułku strzelców podhalańskich. 31 grudnia 1924 został wyznaczony do egzaminu sprawdzającego, który odbył się 16 lutego 1924. W 1926 właściwe dla Młynarczyka (ówcześnie oficer rezerwy) PKU, zostało wezwane do podania aktualnego miejsca zamieszkania oficera. W styczniu 1928 został wyznaczony na stanowisko kwatermistrza 4 pułku strzelców podhalańskich. W marcu 1931 został przeniesiony do 23 pułku piechoty we Włodzimierzu Wołyńskim na stanowisko dowódcy batalionu. W 1934 został przesunięty na stanowisko kwatermistrza 23 pp. W marcu 1939 był II zastępcą (kwatermistrzem) 23 pułku piechoty. .
Podczas kampanii wrześniowej wzięty do niewoli przez Sowietów. Ostatnią wiadomość od Młynarczyka rodzina otrzymała w grudniu 1939. Według stanu z kwietnia 1940 był jeńcem obozu w Kozielsku. Między 7 a 9 kwietnia 1940 przekazany do dyspozycji naczelnika smoleńskiego obwodu NKWD – lista wywózkowa 15/2 poz 75, nr akt 4007 z 5.04.1940. Został zamordowany między 9 a 11 kwietnia 1940 przez NKWD w lesie katyńskim. Nie został zidentyfikowany podczas ekshumacji prowadzonej przez Niemców w 1943. Krewni w 1990 poszukiwali informacji przez Biuro Informacji i Badań Polskiego Czerwonego Krzyża w Warszawie.
Rodziny nie założył, był kawalerem.

## Awanse
- podporucznik
- porucznik – 29 listopada 1920 zatwierdzony w stopniu porucznika z dniem 1 kwietnia 1920
- kapitan – ze starszeństwem z dniem 1 czerwca 1919[10]
- major – ze starszeństwem z dniem 1 stycznia 1930 i 11 lokatą[19]

## Ordery i odznaczenia
- Krzyż Walecznych (dwukrotnie, po raz pierwszy rozkazem L.2031)[20]
- Złoty Krzyż Zasługi (19 marca 1935)[21][22]
- Srebrny Krzyż Zasługi (25 maja 1929)[23][24]
- Medal Pamiątkowy za Wojnę 1918–1921
- Medal Dziesięciolecia Odzyskanej Niepodległości
- Francuski Medal Pamiątkowy Wojny 1914–1918 (Francja)[25]
- Medal Zwycięstwa („Médaille Interalliée”)[25]
- Brązowy Medal Zasługi Wojskowej Signum Laudis z mieczami na wstążce Krzyża Zasługi Wojskowej (Austro-Węgry)[26]
- Srebrny Medal Waleczności 2 klasy (Austro-Węgry)[26]

## Upamiętnienie
- Minister Obrony Narodowej Aleksander Szczygło decyzją Nr 439/MON z 5 października 2007 awansował go pośmiertnie na stopnień podpułkownika. Awans został ogłoszony 9 listopada 2007, w Warszawie, w trakcie uroczystości „Katyń Pamiętamy – Uczcijmy Pamięć Bohaterów”.
- Krzyż Kampanii Wrześniowej – zbiorowe, pośmiertne odznaczenie pamiątkowe wszystkich ofiar zbrodni katyńskiej (1 stycznia 1986).
- Wspomniany na kartach książki Katyn: A Crime Without Punishment, Yale University Press.